# Kropka wiartańnia
Kropka wiartańnia (biał. Кропка вяртаньня, punkt zwrotny) – drugi album studyjny białoruskiego zespołu rockowego Sciana, wydany 26 lutego 2010 roku przez wydawnictwo BMA-group. Znalazły się na nim utwory stworzone przez grupę w ciągu siedmiu poprzednich lat. Pięć piosenek z Kropki wiartańnia zostało wydanych w 2009 roku jako minialbum EP. Prezentacja płyty odbyła się 20 marca 2010 roku w klubie „Zio Pepe” w ramach brzeskiego festiwalu „Huki wiasny”.

## Lista utworów
| Nr  | Tytuł utworu        | Oryginalna pisownia tytułu | Długość |
| --- | ------------------- | -------------------------- | ------- |
| 1.  | „Kim ja byu”        | «Кім я быў»                | 4:52    |
| 2.  | „Kropka”            | «Кропка»                   | 5:57    |
| 3.  | „2 000 000”         |                            | 4:49    |
| 4.  | „Ślozy pad dażdżom” | «Сьлёзы пад дажджом»       | 4:45    |
| 5.  | „Mianie nie isnuje” | «Мяне не існуе»            | 5:53    |
| 6.  | „Sireny Titanu”     | «Сірэны Тітану»            | 3:09    |
| 7.  | „Pra kachańnie”     | «Пра каханьне»             | 3:16    |
| 8.  | „Nikoli bolej”      | «Ніколі болей»             | 5:07    |
| 9.  | „Adam”              | «Адам»                     | 4:02    |
| 10. | „Praciah budzie!”   | «Працяг будзе!»            | 5:04    |
|     |                     |                            | 46:54   |

## Twórcy
- Pawieł Procharau – gitara, wokal
- Andrej Klimus – gitara basowa, teksty
- Jauhien Łukjanczyk – saksofon
- Alaksiej Kuźniacou – perkusja
- Darja Trubina – wokal (gościnnie, utwór 8)
- Trikil (D_tails) – mastering[1]